# Attila Hörbiger
Attila Hörbiger (Budapeste, 21 de abril de 1896 – Viena, 27 de abril de 1987) foi um ator de teatro e cinema austríaco.

## Filmografia selecionada
- 1929: Nachtlokal
- 1929: Das Mädchenschiff / Lebende Ware
- 1929: Die Tat des Andreas Harmer
- 1930: Das Wolgamädchen
- 1957: Der Edelweißkönig
- 1961: Man nennt es Amore
- 1965: Der Alpenkönig und der Menschenfeind
- 1974: Karl May